# Linaria cavanillesii
Linaria cavanillesii är en grobladsväxtart som beskrevs av Chav.. Linaria cavanillesii ingår i släktet sporrar, och familjen grobladsväxter. Inga underarter finns listade i Catalogue of Life.